# Lepturges mattogrossis
Lepturges mattogrossis là một loài bọ cánh cứng trong họ Cerambycidae.